# لیرجت
لیرجت (انگلیسی: Learjet) از سازندگان آمریکایی جت‌های تجاری برای استفاده‌های شخصی و نظامی است. این شرکت در دهه ۱۹۵۰ توسط بيل لیر و تحت نام «شرکت هوانوردی سوئیس و آمریکا» بنیاد شد. این شرکت از سال ۱۹۹۰ از وابستگان شرکت بمباردیه بوده‌است.